# (Shake, Shake, Shake) Shake Your Booty
«(Shake, Shake, Shake) Shake Your Booty» — песня, записанная и выпущенная американской группой KC and the Sunshine Band как сингл с альбома Part 3 в 1976 году. Композиция стала их третьим хитом № 1 в чарте Billboard Hot 100 и первым — в чартах соул-треков. Песня носит в себе множество сексуальных намёков. Второй стороной сингла стала песня «Boogie Shoes», позднее ставшая хитом, будучи выпущенной на альбоме Saturday Night Fever в 1978 году. Ричард Финч сообщил, что на написание этой песни его вдохновили наблюдения танцевальных движений в клубах, когда кто-то начинал «трясти своей задницей» (англ. «shake their booty»).

## Позиции в чартах
| Чарт (1976)                        | Высшая позиция |
| ---------------------------------- | -------------- |
| UK Singles Chart                   | 22             |
| US Billboard Hot 100               | 1              |
| US Billboard Hot R&B/Hip-Hop Songs | 1              |

«(Shake, Shake, Shake) Shake Your Booty» — единственная песня, ставшая синглом № 1 в США, в названии которой одно и то же слово повторяется более трёх раз. В припеве же слово «shake» повторяется восемь раз.

## Кавер-версии
- Немецкая техно-группа Scooter семплировала песню для сингла «Shake That!» с альбома 2004 года Mind the Gap.
- Название композиции было спародировано Фрэнком Заппой, выпустившим в 1979 году альбом Sheik Yerbouti.